# Donato Velluti
Pour les articles homonymes, voir Velluti.
Donato Velluti (né à Florence le 6 juillet 1313 et mort dans la même ville le 1er juillet 1370) est un politicien et chroniqueur italien du XIVe siècle. 

## Biographie
Donato Velluti naquit à Florence le 16 juillet 1313. La famille était originaire de Semifonte (près de Poggibonsi ) qui avait acquis une certaine prospérité dans la seconde moitié du XIIe siècle grâce à des échanges commerciaux exercés, entre autres, à Paris et à Londres.
Le père de Donato, nommé Lamberto, obligé de s’absenter souvent pour ses affaires, confia la première éducation de son fils à quelques-unes de ses parentes. En 1329, Donato, âgé de seize ans, alla étudier à Bologne, et après un long séjour dans cette ville, étant sur le point d’y recevoir le doctorat en jurisprudence, il en partit sans pouvoir se présenter pour ce grade, par suite de l’interdiction que le Saint-Siège lança contre les Bolonais.
Il alla continuer ses études  à Careggi, près Florence, où il profita des leçons de Ugo Altoviti. De retour à Florence, Velluti a occupé plusieurs fonctions publiques. Gautier de Brienne, duc d'Athènes, qui s'était emparé du pouvoir à Florence au début de l'année 1342, le plaça le premier au nombre des Priori di libertà, magistrature importante et difficile à exercer en de pareils temps ; il le nomma également avocat des pauvres. 
En 1340 le duc fut chassé de Florence ; la cité adopta de nouveaux règlements, entre autres sa division par quartiers, conservée encore aujourd’hui et qui fut souvent d’une grande utilité politique ; le collège des Priori subit de sages réformes, et tous ces changements furent en grande partie l’ouvrage de Velluti. Le reste de sa vie fut partagé entre l’exercice de sa profession de jurisconsulte (savio) d’une foule de grandes maisons et la gestion de beaucoup d’emplois. 
En 1341 il fut prieur, en 1351 il a occupé le poste de Gonfaloniere di Giustizia. Son expérience et son savoir le firent charger très-fréquemment de missions délicates, soit pour traiter des intérêts de la république avec les États voisins, soit pour intervenir comme arbitre au nom de la seigneurie de Florence dans une multitude de querelles entre différentes villes ou entre des familles puissantes.
Velluti mourut, le 1er juillet 1370, comme il entrait de nouveau dans les fonctions de Gonfaloniere di Giustizia. Il avait été marié deux fois et avait eu quatre enfants de chaque union, dont six fils. Ses descendants tinrent longtemps un rang honorable à Florence et ont passé depuis à Naples.

## Œuvres

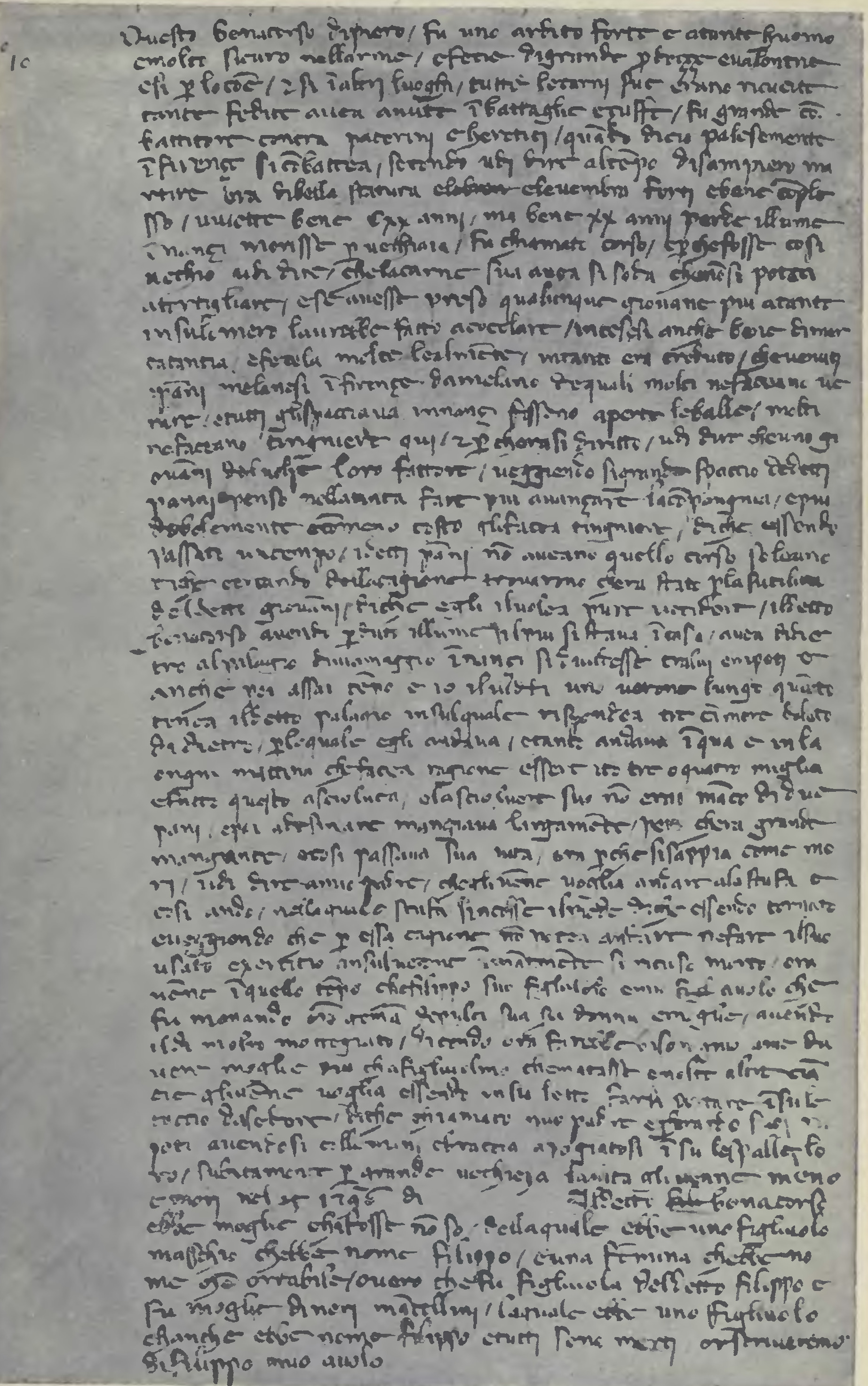
Page du mauscrit de la Cronica domestica de Velluti

À partir de 1367, jusqu'à sa mort Velluti a écrit La Cronica domestica, divisée en trois parties, dans lequel il décrit l'histoire de sa famille. La Cronica de Velluti resta inédit jusqu’au 18e siècle. en 1731 Domenico Maria Manni, en publia une édition très-soignée, et adoptée comme faisant autorité, sous ce titre : Cronica di Firenze di Donato Velluti dall'anno 1300 in circa fino al 1370, Florence, 1731, in-4°. Manni donne, en tête de l’ouvrage, une préface étendue et le fait suivre par un fragment d’une autre chronique de Francesco di Durante. En 1914, une édition critique de la Cronica, est éditée par Isidoro Del Lungo et William Fox.
La Cronica de Velluti offre surtout l’histoire des aïeux de l’auteur et la sienne propre ; mais que les principaux événements historiques s’y mêlent d’une manière très-intéressante, relevés par le mérite et la naïveté de ce style tant admiré des Toscans dans leurs plus anciens monuments littéraires.

## D'autres projets
- Notices dans des dictionnaires ou encyclopédies généralistes :   - Dizionario biografico degli italiani
  - Enciclopedia italiana
  - Enciclopedia De Agostini
  - Treccani
- Notices d'autorité :   - VIAF
  - ISNI
  - BnF (données)
  - IdRef
  - LCCN
  - GND
  - Italie
  - Espagne
  - Pays-Bas
  - Vatican
  - WorldCat